# Morti nel 1992/Dicembre
| Questa pagina contiene informazioni ricavate automaticamente dalle voci biografiche con l'ausilio del template Bio e di un bot. L'aggiornamento è periodico e automatico e ricostruisce completamente la pagina. Se manca una persona in questa lista, sei pregato di non aggiungerla, ma accertati piuttosto che la sua voce biografica contenga il template Bio e che i dati anagrafici siano correttamente compilati. Se il template Bio manca, inseriscilo tu stesso o, in alternativa, metti l'avviso {{tmp\|Bio}} che ne segnala la mancanza. Se i dati riportati sono sbagliati, correggi direttamente la voce biografica; le modifiche saranno visibili in questa lista entro pochi giorni. Per chiarimenti vedi il progetto biografie. La lista contiene solo le 112 persone che sono citate nell'enciclopedia e per le quali è stato implementato correttamente il template Bio. Pagina aggiornata al 3 mar 2024. |

- 1º dicembre - Carlo Ferrari, vescovo cattolico italiano (n. 1910)
- 1º dicembre - Anton Malatinský, allenatore di calcio e calciatore cecoslovacco (n. 1920)
- 1º dicembre - Jefferson Souza, pallanuotista brasiliano (n. 1908)
- 2 dicembre - Aldo Ghizzetti, matematico italiano (n. 1908)
- 2 dicembre - Michael Gothard, attore britannico (n. 1939)
- 2 dicembre - Nur al-Din al-Atassi, politico siriano (n. 1929)
- 3 dicembre - Luis Alcoriza, regista cinematografico, sceneggiatore e attore spagnolo (n. 1921)
- 4 dicembre - Raoul Greiner, calciatore italiano (n. 1901)
- 4 dicembre - Roel Wiersma, calciatore olandese (n. 1932)
- 5 dicembre - Ai Wu, scrittore cinese (n. 1904)
- 5 dicembre - Italo Nicoletto, politico e partigiano italiano (n. 1909)
- 6 dicembre - Percy Herbert, attore britannico (n. 1920)
- 6 dicembre - Evgenija Kozyreva, attrice sovietica (n. 1920)
- 6 dicembre - Heorhіj Іlarіonovyč Majboroda, compositore ucraino (n. 1913)
- 6 dicembre - Marcel Mussillon, alpinista italiano (n. 1901)
- 6 dicembre - Hank Worden, attore statunitense (n. 1901)
- 7 dicembre - Ina Souez, soprano statunitense (n. 1903)
- 8 dicembre - Achille Bortolotti, imprenditore e dirigente sportivo italiano (n. 1919)
- 8 dicembre - Luigi Bàccolo, critico letterario e biografo italiano (n. 1913)
- 8 dicembre - Alessandro Ferretti, politico italiano (n. 1904)
- 8 dicembre - Armanda Guiducci, scrittrice, filosofa e critica letteraria italiana (n. 1923)
- 9 dicembre - Franco Franchi, attore, comico e cantante italiano (n. 1928)
- 9 dicembre - Vincent Gardenia, attore italiano (n. 1920)
- 10 dicembre - Josephine McKim, nuotatrice statunitense (n. 1910)
- 11 dicembre - Francesco Casati, politico italiano (n. 1939)
- 11 dicembre - Billy Cook, allenatore di calcio e calciatore nordirlandese (n. 1909)
- 11 dicembre - Marinka Dallos, pittrice ungherese (n. 1929)
- 11 dicembre - Andy Kirk, sassofonista statunitense (n. 1898)
- 11 dicembre - Yōko Kishi, cantante giapponese (n. 1935)
- 11 dicembre - Moose Krause, cestista, giocatore di football americano e allenatore di pallacanestro statunitense (n. 1913)
- 11 dicembre - Suzanne Lilar, drammaturga, saggista e scrittrice belga (n. 1901)
- 12 dicembre - Germano Lombardi, scrittore italiano (n. 1925)
- 12 dicembre - Togo Renan Soares, allenatore di pallacanestro brasiliano (n. 1906)
- 12 dicembre - Robert Rex, politico niueano (n. 1909)
- 13 dicembre - Ellis Arnall, politico statunitense (n. 1907)
- 13 dicembre - Aleksandar Tirnanić, allenatore di calcio e calciatore jugoslavo (n. 1911)
- 13 dicembre - Louisa van Gemert,  olandese (n. 1905)
- 13 dicembre - Wilhelm von Ammon, avvocato tedesco (n. 1903)
- 14 dicembre - Severino Rigoni, pistard e ciclista su strada italiano (n. 1914)
- 14 dicembre - Enrico Thiébat, cantautore, cabarettista e scultore italiano (n. 1949)
- 14 dicembre - Luigi Traini, calciatore e allenatore di calcio italiano (n. 1926)
- 15 dicembre - Sven Delblanc, scrittore svedese (n. 1931)
- 15 dicembre - Marcello Martana, attore e cabarettista italiano (n. 1923)
- 15 dicembre - Ennio Morlotti, pittore italiano (n. 1910)
- 15 dicembre - Simone Pétrement, saggista francese (n. 1907)
- 17 dicembre - Günther Anders, filosofo e scrittore tedesco (n. 1902)
- 17 dicembre - Dana Andrews, attore statunitense (n. 1909)
- 17 dicembre - Giuseppe Borsellino, imprenditore italiano (n. 1938)
- 17 dicembre - Giuliano Briganti, storico dell'arte italiano (n. 1918)
- 17 dicembre - Keith Wiegard, pallanuotista e calciatore australiano (n. 1938)
- 18 dicembre - Antonio Amurri, scrittore, paroliere e autore televisivo italiano (n. 1925)
- 18 dicembre - Vojin Bakić, scultore jugoslavo (n. 1915)
- 18 dicembre - Howard Cann, cestista, giocatore di football americano e pesista statunitense (n. 1895)
- 18 dicembre - Mark Goodson, produttore televisivo statunitense (n. 1915)
- 18 dicembre - Ennio Mastrostefano, giornalista italiano (n. 1925)
- 18 dicembre - Manuel Torres Soto, calciatore spagnolo (n. 1928)
- 18 dicembre - Enrico Zuppi, giornalista e fotografo italiano (n. 1909)
- 19 dicembre - Gianni Brera, giornalista e scrittore italiano (n. 1919)
- 19 dicembre - Louis Ducreux, attore, musicista e regista teatrale francese (n. 1911)
- 19 dicembre - Herbert Lionel Adolphus Hart, filosofo e giurista britannico (n. 1907)
- 19 dicembre - Fausto Montesi, ciclista su strada italiano (n. 1912)
- 20 dicembre - Peter Brocco, attore statunitense (n. 1903)
- 20 dicembre - Luciano Dal Falco, politico e partigiano italiano (n. 1925)
- 20 dicembre - Bernard Dubourg, scrittore francese (n. 1945)
- 20 dicembre - Peter Wirnsberger II, sciatore alpino austriaco (n. 1968)
- 21 dicembre - Stella Adler, attrice teatrale e insegnante statunitense (n. 1901)
- 21 dicembre - David Hare, artista statunitense (n. 1917)
- 21 dicembre - Albert King, chitarrista e cantante statunitense (n. 1923)
- 21 dicembre - Nathan Milstein, violinista russo (n. 1903)
- 22 dicembre - Bolaji Badejo, attore nigeriano (n. 1953)
- 22 dicembre - Charlie Black, cestista statunitense (n. 1921)
- 22 dicembre - Aura Buzescu, attrice, regista teatrale e docente rumena (n. 1894)
- 22 dicembre - Andrea Forzano, regista e sceneggiatore italiano (n. 1915)
- 22 dicembre - Frederick William Franz, predicatore statunitense (n. 1893)
- 22 dicembre - Erik Lindén, lottatore svedese (n. 1911)
- 22 dicembre - Armando Ossena, multiplista e dirigente sportivo italiano (n. 1918)
- 22 dicembre - Francesco Roccella, giornalista e politico italiano (n. 1924)
- 22 dicembre - Ivan Tregubov, hockeista su ghiaccio sovietico (n. 1930)
- 23 dicembre - Mario Ageno, fisico italiano (n. 1915)
- 23 dicembre - Ivanhoe Gambini, architetto e pittore italiano (n. 1904)
- 23 dicembre - Eddie Hazel, chitarrista statunitense (n. 1950)
- 23 dicembre - Vjačeslav Kurennoj, pallanuotista sovietico (n. 1932)
- 23 dicembre - Robert Marshak, fisico statunitense (n. 1916)
- 23 dicembre - Italo Pedroncelli, sciatore alpino e allenatore di sci alpino italiano (n. 1935)
- 23 dicembre - Pauli Sarkkula, cestista finlandese (n. 1917)
- 24 dicembre - Isaac Auerbach, ingegnere e informatico statunitense (n. 1921)
- 24 dicembre - Peyo, fumettista belga (n. 1928)
- 24 dicembre - Arthur Herman Holmgren, botanico e esploratore statunitense (n. 1912)
- 24 dicembre - Jack Nichols, cestista statunitense (n. 1926)
- 25 dicembre - Giuseppe Bonomi, allenatore di calcio e calciatore italiano (n. 1913)
- 25 dicembre - Helen Joseph, attivista inglese (n. 1905)
- 26 dicembre - Constance Carpenter, attrice e cantante inglese (n. 1904)
- 26 dicembre - Jack Crayston, allenatore di calcio e calciatore inglese (n. 1910)
- 26 dicembre - Edmund Davies, avvocato e giudice britannico (n. 1906)
- 26 dicembre - Jan Flinterman, pilota di Formula 1 olandese (n. 1919)
- 26 dicembre - John George Kemeny, matematico e informatico ungherese (n. 1926)
- 26 dicembre - Nikita Dmitrievič Magalov, pianista russo (n. 1912)
- 27 dicembre - Stephen Albert, compositore statunitense (n. 1941)
- 27 dicembre - Kay Boyle, scrittrice statunitense (n. 1902)
- 27 dicembre - Giovanni Colacicchi, pittore italiano (n. 1900)
- 27 dicembre - James Patterson Lyke, arcivescovo cattolico statunitense (n. 1939)
- 27 dicembre - János Móré, allenatore di calcio e calciatore ungherese (n. 1910)
- 28 dicembre - Aimé Michel, scrittore e filosofo francese (n. 1919)
- 28 dicembre - Vicente Rondón, pugile venezuelano (n. 1938)
- 28 dicembre - Doug Wright, calciatore inglese (n. 1917)
- 29 dicembre - Jaroslav Borovička, calciatore cecoslovacco (n. 1931)
- 29 dicembre - Cesare Margotto, politico italiano (n. 1926)
- 30 dicembre - Fritz Braune, militare tedesco (n. 1910)
- 30 dicembre - Ilo Mariotti, politico italiano (n. 1922)
- 30 dicembre - Jean Vaquié, saggista francese (n. 1911)
- 30 dicembre - Lusine Zakaryan, soprano sovietico (n. 1937)
- 31 dicembre - Dianne Jackson, regista e animatrice inglese (n. 1941)